# Larisa Popova
Larisa Popova wcześniej Aleksandrova (ros. Лариса Михайловна Попова, Łarisa Michajłowna Popowa; ur. 9 kwietnia 1957 w Tyraspolu) – mołdawska wioślarka reprezentująca ZSRR, dwukrotna medalistka olimpijska i trzykrotna medalistka mistrzostw świata.

## Kariera
Wystąpiła na igrzyskach olimpijskich w Montrealu w 1976, gdzie osada ZSRR w składzie: Anna Kondraszyna, Mira Briunina, Łarisa Aleksandrowa, Galina Jermołajewa i Nadieżda Czernyszowa (sternik) zdobyła srebrny medal w czwórkach podwójnych ze sternikiem. W finale o 2,50 sekundy przegrały z NRD, a o 2,77 sekundy wyprzedziły osadę Rumunii. Był to debiut tej konkurencji w programie olimpijskim. Na rozgrywanych cztery lata później igrzyskach olimpijskich w Moskwie wystartowała w dwójkach podwójnych. Razem z Jeleną Chłopcewą zdobył złoty medal, wyprzedzając osadę NRD o 1,36 sekundy i osadę Rumunii o 2,64 sekundy.
W czwórkach podwójnych zdobyła również złoto na mistrzostwach świata w Monachium (1981), mistrzostwach świata w Lucernie (1982) i mistrzostwach świata w Duisburgu (1983). 
Wielokrotnie zdobywała mistrzostwo ZSRR: w jedynkach w 1976 i 1980, a także w dwójkach podwójnych w latach 1980, 1982 i 1984. Odznaczona Orderem „Znak Honoru” i Medalem „Za pracowniczą dzielność”. Po zakończeniu kariery w 1984 rozpoczęła pracę w Federacji Wioślarskiej Mołdawii. Od 2011 roku piastowała stanowisko prezesa tej federacji. Została odznaczona Orderem Odznaki Honorowej i Medalem za Waleczność w Pracy.